# Neuilly-sur-Suize
Neuilly-sur-Suize è un comune francese di 354 abitanti situato nel dipartimento dell'Alta Marna nella regione del Grand Est.

## Società

### Evoluzione demografica
Abitanti censiti